# Bakker-Schutův plán

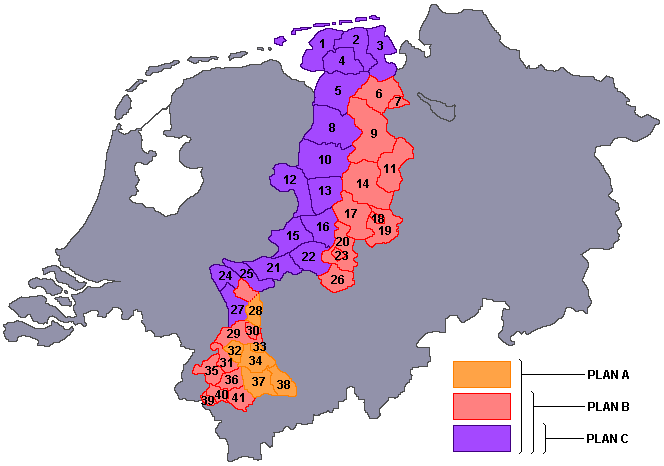
Mapa území, která měla být připojena k Nizozemsku podle variant a až c

Bakker-Schutův plán bylo označení požadavku Nizozemska na připojení příhraniční části Německa jako součásti reparací po druhé světové válce. Návrh vypracoval předseda nizozemské státní plánovací komise Frits Bakker-Schut (1903—1966) poté, co Jaltská konference rozhodla po zkušenostech z období po první světové válce, že reparace nebudou vypláceny finanční formou.
Plán měl tři varianty podle rozsahu zabraného území. Minimálním požadavkem bylo připojení Emslandu, kde se hovořilo nářečím podobným nizozemštině. Podle maximální varianty by se území Nizozemska zvětšilo o více než třetinu a sahalo by na východ až k řece Veseře (dobové heslo znělo Nederlands grens kome aan de Wezer), patřila by k němu část průmyslového Porúří a významná města Cáchy (nizozemsky Aken), Kolín nad Rýnem (Keulen), Mönchengladbach (Monniken-Glabbeek), Münster a Oldenburg. Počítalo se s nuceným vystěhováním většiny původního obyvatelstva, na jehož místo by přišli bezzemci z přelidněného Nizozemska.
Plán podpořila královna Vilemína Nizozemská i ministr zahraničí Eelco van Kleffens, který nechal založit vládní komisi pro připojení nových území (Nederlandsch Comité voor Gebiedsuitbreiding), k odpůrcům patřil socialistický předseda vlády Wim Schermerhorn i protestantské církve, které ho označily za uplatnění principu kolektivní viny. Nakonec požadavek zamítly vítězné spojenecké velmoci s tím, že další vlna vyhnanců by pro poválečné Německo byla příliš velkou zátěží. Proběhl pouze odsun Němců z Nizozemska, který se týkal 3691 osob (Operace Black Tulip) a roku 1949 bylo k Nizozemsku připojeno několik menších pohraničních lokalit o celkové rozloze 69 km² včetně městeček Elten a Selfkant. Ani tato území nezískali Nizozemci natrvalo: vrátili je západnímu Německu v roce 1963 výměnou za finanční kompenzaci a ponechali si pouze malý neobydlený kousek země okolo kopce Duivelsberg.